# Nomada kocoureki
Nomada kocoureki är en biart som beskrevs av Schwarz 1987. Nomada kocoureki ingår i släktet gökbin, och familjen långtungebin. Inga underarter finns listade i Catalogue of Life.